# Biały wąż
Biały wąż (Die weiße Schlange) – baśń opublikowana przez braci Grimm w 1812 roku w zbiorze Baśni (tom 1, nr 17).

## Treść[1]
Żył pewien król, który był słynny z mądrości. Miał on pewien osobliwy zwyczaj. Codziennie po obiedzie, kazał zaufanemu słudze wnieść jeszcze jedną misę do jadalni. Misa była zakryta i sam zaufany sługa nie wiedział co było w środku, gdyż król jadł z niej wówczas, gdy był całkiem sam. Trwało to długi czas.
Pewnego dnia sługa, nie mogąc powstrzymać ciekawości zajrzał do środka i zobaczył białego węża. Zdecydował się skosztować nieco osobliwej potrawy. Od tego czasu zaczął rozumieć mowę zwierząt.
Jakiś czas później królowa zgubiła cenny pierścień. Sługa stał się głównym podejrzanym, gdyż jako jedyny miał wszędzie dostęp. Król oświadczył mu, że jeśli nie wskażę sprawcy, spotka go kara śmierci. Nie uwierzył w zapewnienie sługi o jego niewinności. 
Sługa był wstrząśnięty tym co go czeka. Kiedy przechodził koło strumienia usłyszał rozmowę kaczek. Jedna z nich skarżyła się na ból żołądka po połknięciu pierścienia. Usłyszawszy to sługa przywołał kucharza i kazał przyrządzić tę kaczkę na obiad. Gdy kucharz zarżnął ją i wyciągnął z niej wnętrzności, odnalazł się zaginiony pierścień. Sługa mógł teraz z łatwością udowodnić swą niewinność.
Król zaś chcąc mu wynagrodzić krzywdę, obiecał spełnić jego życzenie. Sługa poprosił o konia i trochę pieniędzy, gdyż postanowił ruszyć w świat. Jego prośba została spełniona. 
Podczas konnej wędrówki usłyszał skargi ryb, które zaplątały się w wiklinę. Natychmiast udzielił im pomocy, a one obiecały się odwdzięczyć. 
Potem usłyszał skargi króla mrówek, który skarżył się, że koń depta jego lud. Sługa natychmiast zjechał na boczną ścieżkę, a król mrówek zawołał za nim, że się odwdzięczy.
Potem spotkał małe kruki, wyrzucone z gniazda przez rodziców, które skarżyły się, że są za małe by same przeżyć i zdobywać pożywienie. Wówczas sługa zabił konia zostawiając go krukom do zjedzenia. Kruki obiecały, że się odwdzięczą.
Sługa ruszył w dalszą drogę piechotą. Doszedł do pewnego wielkiego miasta. Okazało się, że mieszka w  nim królewna, która szuka męża. Ten, kto chce zostać jej mężem musi spełnić ciężkie zadanie. Jeśli podejmie się i nie zdoła tego dokonać, zostanie skazany na śmierć. Wielu próbowało zdobyć królewnę, ale przypłaciło to życiem.
Jednak sługa zachwycony urodą królewny, nie bacząc na niebezpieczeństwo postanowił też spróbować szczęścia. Zgłosił się przed oblicze króla jako kolejny konkurent.
Zaprowadzono go nad morze i w jego obecności rzucono do wody złoty pierścień. Król kazał skoczyć do wody i pierścień ten wydobyć dodając, że jeżeli przypłynie bez pierścienia, zostanie z powrotem pchnięty do morza. Wszyscy myśleli, że młodzieniec zginie, ale z pomocą przyszły mu rybki, które przyniosły mu pierścień. 
Sługa udał się z pierścieniem do króla, oczekując obiecanej nagrody, jednak królewna nie chciała, by mężem jej miał być młodzieniec niższy od niej urodzeniem, i zażądała, by spełnił on jeszcze jedno zadanie.
Zeszła do ogrodu i rozsiała w trawie dziesięć worków prosa. Zażądała, żeby całe proso zostało zebranie do rana następnego dnia i żeby nie brakowało ani ziarenka. Tym razem z pomocą przyszły mrówki.
Kiedy królewna zobaczyła, że zadanie zostało wykonane, dała następne. Kazała mu przynieść jabłko z drzewa życia. Młodzieniec nie wiedział, gdzie ono rośnie, ale z pomocą przyszły mu kruki, które pofrunęłyśmy na kraj świata i przyniosły jabłko. 
Kiedy sługa wrócił do królewny, ta nie miała już wymówki. Podzielili jabłko życia na połowy i zjedli je razem. Pod wpływem tego jabłka królewna zakochała się w młodzieńcu.

## Ekranizacje
- Biały wąż – niemiecko-austriacki film z 2015 roku